# Verenigde Communistische Partij van Georgië
De Verenigde Communistische Partij van Georgië (Georgisch: საქართველოს ერთიანი კომუნისტური პარტია, Sakartvelos Ertiani Komunisturi Partia), afgekort SEKP, is een communistische politieke partij in Georgië die medio 1992 werd opgericht. Ze beschouwt zichzelf als de opvolger van de Sovjet-Georgische Communistische Partij, die in de zomer van 1991 werd ontmanteld. De partij kende kort na oprichting nog een aanhang van enig formaat, maar niet genoeg om kiesdrempels te halen en kent sindsdien een gemarginaliseerd bestaan.

## Geschiedenis
De Georgische Communistische Partij werd op 26 augustus 1991 per decreet verboden naar aanleiding van de staatsgreep in Moskou een week eerder, die president Zviad Gamsachoerdia steunde. Na de staatsgreep eind 1991 tegen president Gamsachoerdia werden verschillende nieuwe communistische partijen opgericht, waaronder de 'Verenigde Communistische Partij van Georgië'.

### Oprichting
De partij werd in februari 1992 opgericht en in september 1994 geregistreerd, nadat generaal-majoor Panteleimon Giorgadze tot partijleider was benoemd. Giorgadze was met de parlementsverkiezingen van 1992 nog in het parlement gekozen namens een andere communistische partij, de Socialistische Arbeidersraad van Georgië.
Giorgadze was een militair veteraan met een lange staat van dienst sinds de Grote Vaderlandse Oorlog. Hij leidde in de laatste jaren van de Georgische sovjetrepubliek het ministerie van defensie. Hij was in 1992-1993 commandant van de Georgische vredestroepen na de burgeroorlog in Zuid-Ossetië. De zoon van Giorgadze, voormalig staatsminister van veiligheid Igor Giorgadze, werd door de Georgische president Edoeard Sjevardnadze verdacht van de aanslag op zijn leven in 1995. Rusland weigerde hem in 1997 uit te leveren en hij bleef in ballingschap.
De partij publiceerde enkele periodieken, de Kommunisti, Zaria Vostoka en Jonge Communist, met oplages van 5000 stuks (1999). In 1999 zouden er 87.000 leden zijn geweest. Latere ledenaantallen zijn niet bekend, maar vakpublicaties geven aan dat de partij sindsdien feitelijk is leeggelopen. In 1994 werd de jongerentak van de partij opgericht onder de noemer 'Communistische Jeugdunie van Georgië J.B. Stalin' en werd geleid door Temoer Pipia. Hij werd in 2014 partijleider. In 1999 zou de jongerenorganisatie 2000 leden gehad hebben.

### 1995-2003: mislukte vereniging
Het verenigen van de communistische groeperingen in Georgië bleef uit, waardoor geen van allen vanaf midden jaren 1990 in het parlement zitting namen. Sinds 2000 leiden deze partijen, inclusief de Verenigde Communistische Partij, een marginaal bestaan. De Verenigde Communistische Partij behaalde het beste verkiezingsresultaat in 1995, de eerste verkiezingen waar ze aan meedeed. De partij leidde een lijstverbinding met de Sociaal-Democratische Partij en kreeg ruim 95.000 stemmen (4,5 procent), wat niet genoeg was voor de kiesdrempel van vijf procent. De communistische concurrenten "Stalinistisch Communistische Partij" en de "Communistische Partij van Georgië" bleven elk op twee procent van de stemmen steken.
De leider van de Verenigde Communistische Partij, Panteleimon Giorgadze, was kandidaat voor de presidentsverkiezingen van 1995, die tegelijkertijd werden gehouden. Hij kreeg minder dan 11.000 stemmen, oftewel een half procent, en eindige op de vierde plaats. De communistische stem ging namelijk naar Dzjoember Patiasjvili, de kandidaat die de partij officieel steunde, en die als tweede eindigde achter winnaar Edoeard Sjevardnadze.
In 1997 was de Verenigde Communistische Partij een van de drijvers achter een 12-partijen alliantie genaamd 'Nationaal-patriottische Beweging voor de Redding van Georgië'. Deze alliantie beoogde het verenigen van alle "patriottische krachten" die hechtere banden met Rusland nastreefden en zich aan socialisme committeerden. Dit leidde uiteindelijk nergens toe, want tijdens de parlementsverkiezingen van 1999 had de Verenigde Communistische Partij een lijstverbinding met alleen de pas opgerichte Unie van Georgische Arbeidersraden. Met minder dan 29.000 stemmen (1,35%) bleef het blok ver onder de kiesdrempel van zeven procent.

### 2003-2016: marginalisatie
De marginalisering van de partij zette door in het najaar van 2003 toen de partij meedeed met de verkiezingen met een zelfstandige lijst. Volgens de officiële uitslag kreeg de partij 0,42 procent van de stemmen. De verkiezingen liepen vanwege fraude uit op de Rozenrevolutie en werden deels ongeldig verklaard. Partijleider Giorgadze noemde de revolutie een "coup d'état georganiseerd door de Amerikanen". De partij boycotte daarna de herhalingsverkiezing in maart 2004, omdat ze verwachtte dat deze frauduleus zou verlopen. De partij stond wel op het stembiljet, omdat de terugtrekking te laat kwam om dit aan te passen. Ook in daaropvolgende verkiezingen deed de partij niet mee.
In 2009 overleed partijleider Giorgadze op 83-jarige leeftijd. Hij werd opgevolgd door Noegzar Avaliani, die zich in kandidaat stelde in de presidentsverkiezingen van 2013 in een veld met 22 andere kandidaten. Hij eindigde als 19e met 664 stemmen. Enkele maanden later kwam Avaliani om het leven toen hij als voetganger werd aangereden. De marginalisatie van de partij vertaalde zich ook in de donaties van derden. In de periode van 2011 tot en met 2019 ontving de partij bijna 3.700 lari aan donaties, omgerekend ongeveer 1.350 euro.

### 2016-heden: pro-Russische samenwerking
Pas onder de derde leider, voormalig jongerenleider Temoer Pipia, deed de partij weer mee met verkiezingen. De partij behaalde in de parlementsverkiezingen van 2016 minder dan 1.500 stemmen. De verkiezingscommissie had de partij tegengehouden in het vormen van een verkiezingsblok met het uitgesproken pro-Russische 'Neutraal Georgië' omdat deze laatste geen voorzitter geregistreerd had.
Pipia werd tijdens de campagne gearresteerd nadat hij in de oost-Georgische stad Telavi een tegendemonstrant bij een conventie van de 'Volksbeweging van Socialistisch Georgië' had geslagen. De volksbeweging werd naar aanleiding van de conventie berispt door de binnenlandse veiligheidsdienst vanwege schending van het verbod op het uitdragen van communistisch-totalitaire symbolen, het Vrijheidshandvest, en werd van de verkiezingen uitgesloten. De leider van deze partij, Valeri Kvaratschelia, die ook achter Neutraal Georgië zat, werd vervolgens lijsttrekker namens de Verenigde Communistische Partij.
In 2020 werd Pipia gearresteerd toen hij vanuit Rusland in Georgië arriveerde vanwege schending van het Vrijheidshandvest. Aanleiding was het bezit van medailles van de Communistische Partij van de Russische Federatie. De Griekse europarlementarier Konstantinos Papadakis van de Communistische Partij van Griekenland stelde hierover vragen in het Europees Parlement in een veroordeling van het handelen van de Georgische autoriteiten. De partij deed niet mee met de verkiezingen van 2020. In mei 2022 werd Pipia nogmaals gearresteerd voor het overtreden van het Vrijheidshandvest, vanwege het dragen van Sovjetvlaggen.
Een jaar later kondigde Temoer Pipia een platform aan om de socialistische beweging in Georgië nieuw leven in te blazen. Het online platform zou actieve en latente socialistische gelijkgezinden moeten verenigen. De Communistische Partij zou volgens hem blijven bestaan onder deze paraplu. Pipia werd in november 2023 politiek secretaris van de nieuw opgerichte conservatieve pro-Russische partij Solidariteit voor Vrede, die mee wilde doen aan de verkiezingen van 2024. Teimoeraz Samnidze volgde hem in februari 2023 op als voorzitter van de communistische partij. De partij werd deelname aan de verkiezingen van 2024 geweigerd, omdat zij niet voldeed aan de voorwaarden van registratie voor deelname.

## Ideologie
De Verenigde Communistische Partij is tegenstander van de kapitalistische marktgerichte economie en bepleit een terugkeer naar de socialistische planeconomie. De partij is voor een verandering van het buitenlands beleid van Georgië, gebaseerd op de "vorming van een werkelijk onafhankelijke, vrije, democratische, verenigde staat", die geen onderdeel zal uitmaken van een (andere) staat en geen satellietland wordt. Tevens bepleit de partij een federale staatsinrichting in analogie met de voormalige Sovjet-Unie, oftewel met het behoud van de autonome gebieden en met een parlementair systeem op basis van volkssovjets. De communistische partij draagt daarmee Sovjetpatriottisme uit. Dit manifesteert zich ook in de fysieke uitingen van de partij, waarin het sovjetsymboliek inzet.
De partij is tegenstander van de westerse toenadering en pogingen van Georgië lid te worden van de NAVO. In de verkiezingscampagne van 2016 zei partijleider Pipia dat het vijandige beleid jegens Rusland opgegeven moet worden en dat de "enkele militair-politieke ruimte" met Rusland hersteld moet worden.

## Verkiezingen
De partij deed tot 2003 aan elke parlementsverkiezing mee, maar daarna maar eenmaal.
| 1995                     | Panteleimon Giorgadze | 46 | 95.506 | 4,49 | (4)  | 0 | 0 | 0 / 233 | Stabiel | Lijstverbinding met Sociaal-Democraten                 |
| 1999                     | Panteleimon Giorgadze | 28 | 28.739 | 1,35 | (7)  | 0 | 0 | 0 / 235 | Stabiel | Lijstverbinding met Unie van Georgische Arbeidersraden |
| 2003                     | Panteleimon Giorgadze | 6  | 8.031  | 0,42 | (10) | 0 | 0 | 0 / 235 | Stabiel | Uitslag ongeldig verklaard.                            |
| 2016                     | Valeri Kvaratschelia  | 16 | 1.467  | 0,08 | (18) | 0 | 0 | 0 / 150 | Stabiel |                                                        |
| Bronnen: CESKO, Publika. |                       |    |        |      |      |   |   |         |         |                                                        |

### Adzjarië
De partij deed in de autonome republiek Adzjarië mee met de verkiezingen voor het autonome parlement in 2004, 2008, en 2016, maar behaalde hier geen succes.

## Partijleiders
De Verenigde Communistische Partij werd vanaf het eerste partijcongres in 1994 geleid door generaal-majoor Panteleimon Giorgadze. Hij bleef leider tot zijn overlijden in 2009.  Van 2009 tot 2014 werd de partij geleid door Noegzar Avaliani, die jarenlang de afdeling Koetaisi van de partij had geleid. Avaliani overleed in 2014 door een verkeersongeval, waarna Temoer Pipia de leiding overnam. In 2023 werd Pipia politiek secretaris van de nieuwe pro-Russische partij Solidariteit voor Vrede en werd Teimoeraz Samnidze voorzitter van de Verenigde Communistische Partij.
| # | Naam                  | Van  | Tot  | Bron   |
| - | --------------------- | ---- | ---- | ------ |
| 1 | Panteleimon Giorgadze | 1994 | 2009 |        |
| 2 | Noegzar Avaliani      | 2009 | 2014 | [ 31 ] |
| 3 | Temoer Pipia          | 2014 | 2023 |        |
| 4 | Teimoeraz Samnidze    | 2023 |      | [ 32 ] |
|   |                       |      |      |        |

## Internationale relaties
De partij is internationaal lid van de Unie van Communistische Partijen van de voormalige Sovjet-Unie (UPC-CPSU), en daarnaast van de Internationale Conferentie van Communistische en Arbeiderspartijen (IMCWP). De partij was ook lid van het Initiatief van Communistische en Arbeiderspartijen (INITIATIVE) tot diens opheffing in september 2023. Het werd geen lid van de opvolger van INITIATIVE, de Europese Communistische Actie.